# 雄琴
雄琴（おごと）は、滋賀県大津市にある地名。現行行政地名は雄琴一丁目から雄琴六丁目。町内に雄琴温泉（おごと温泉）が設置されている。

## 地理
大津市の中央部に位置し、南に苗鹿、北に雄琴北と衣川、西に千野と接している。

## 歴史
- 1980年（昭和55年）8月1日 - 雄琴町、雄琴千野町及び雄琴苗鹿町の各一部を分離し、雄琴一丁目から雄琴六丁目を設置[1]。

### 町名の変遷
| 実施後     | 実施年月日               | 実施前（各町名ともその一部）             |
| ---------- | ------------------------ | ---------------------------------------- |
| 雄琴一丁目 | 1980年（昭和55年）8月1日 | 雄琴町、雄琴千野町及び雄琴苗鹿町の各一部 |
| 雄琴二丁目 | 1980年（昭和55年）8月1日 | 雄琴町及び雄琴千野町の各一部             |
| 雄琴三丁目 | 1980年（昭和55年）8月1日 | 雄琴町の一部                             |
| 雄琴四丁目 | 1980年（昭和55年）8月1日 | 雄琴町の一部                             |
| 雄琴五丁目 | 1980年（昭和55年）8月1日 | 雄琴町の一部                             |
| 雄琴六丁目 | 1980年（昭和55年）8月1日 | 雄琴町一部及び雄琴苗鹿町の各一部         |

## 世帯数と人口
2019年（平成31年）4月1日現在の世帯数と人口は以下の通りである。
| 丁目       | 世帯数    | 人口    |
| ---------- | --------- | ------- |
| 雄琴一丁目 | 176世帯   | 374人   |
| 雄琴二丁目 | 185世帯   | 420人   |
| 雄琴三丁目 | 414世帯   | 1,056人 |
| 雄琴四丁目 | 78世帯    | 222人   |
| 雄琴五丁目 | 333世帯   | 719人   |
| 雄琴六丁目 | 648世帯   | 1,413人 |
| 計         | 1,834世帯 | 4,204人 |

### 人口の変遷
国勢調査による人口の推移。
| 2000年（平成12年） | 2,457人 | [ 6 ] |  |
| 2005年（平成17年） | 2,457人 | [ 7 ] |  |
| 2010年（平成22年） | 3,786人 | [ 8 ] |  |
| 2015年（平成27年） | 4,062人 | [ 9 ] |  |

### 世帯数の変遷
国勢調査による世帯数の推移。
| 2000年（平成12年） | 854世帯   | [ 6 ] |  |
| 2005年（平成17年） | 854世帯   | [ 7 ] |  |
| 2010年（平成22年） | 1,368世帯 | [ 8 ] |  |
| 2015年（平成27年） | 1,471世帯 | [ 9 ] |  |

## 学区
市立小・中学校に通う場合、学区は以下の通りとなる。
| 丁目       | 番・番地等       | 小学校                   | 中学校             |
| ---------- | ---------------- | ------------------------ | ------------------ |
| 雄琴一丁目 | 全域             | 大津市立雄琴小学校       | 大津市立日吉中学校 |
| 雄琴二丁目 | 全域             | 大津市立雄琴小学校       | 大津市立日吉中学校 |
| 雄琴三丁目 | 7〜11番 30～33番 | 大津市立仰木の里東小学校 | 大津市立仰木中学校 |
| 雄琴三丁目 | その他           | 大津市立雄琴小学校       | 大津市立日吉中学校 |
| 雄琴四丁目 | 全域             | 大津市立雄琴小学校       | 大津市立日吉中学校 |
| 雄琴五丁目 | 全域             | 大津市立雄琴小学校       | 大津市立日吉中学校 |
| 雄琴六丁目 | 全域             | 大津市立雄琴小学校       | 大津市立日吉中学校 |

## 交通
- 湖上交通
  - おごと温泉港
- 道路
  - 滋賀県道315号仰木雄琴線
  - 滋賀県道558号高島大津線

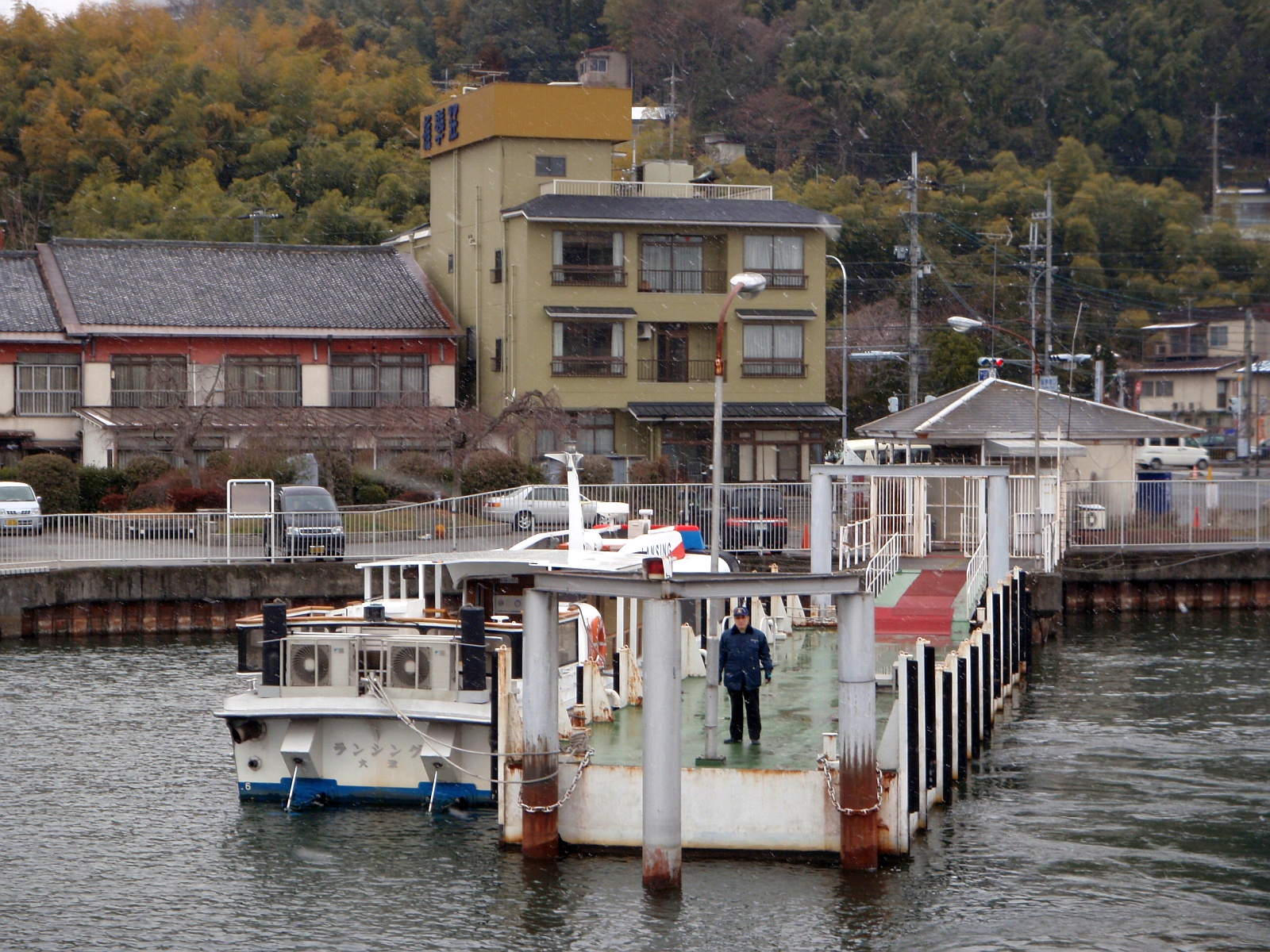
おごと温泉港
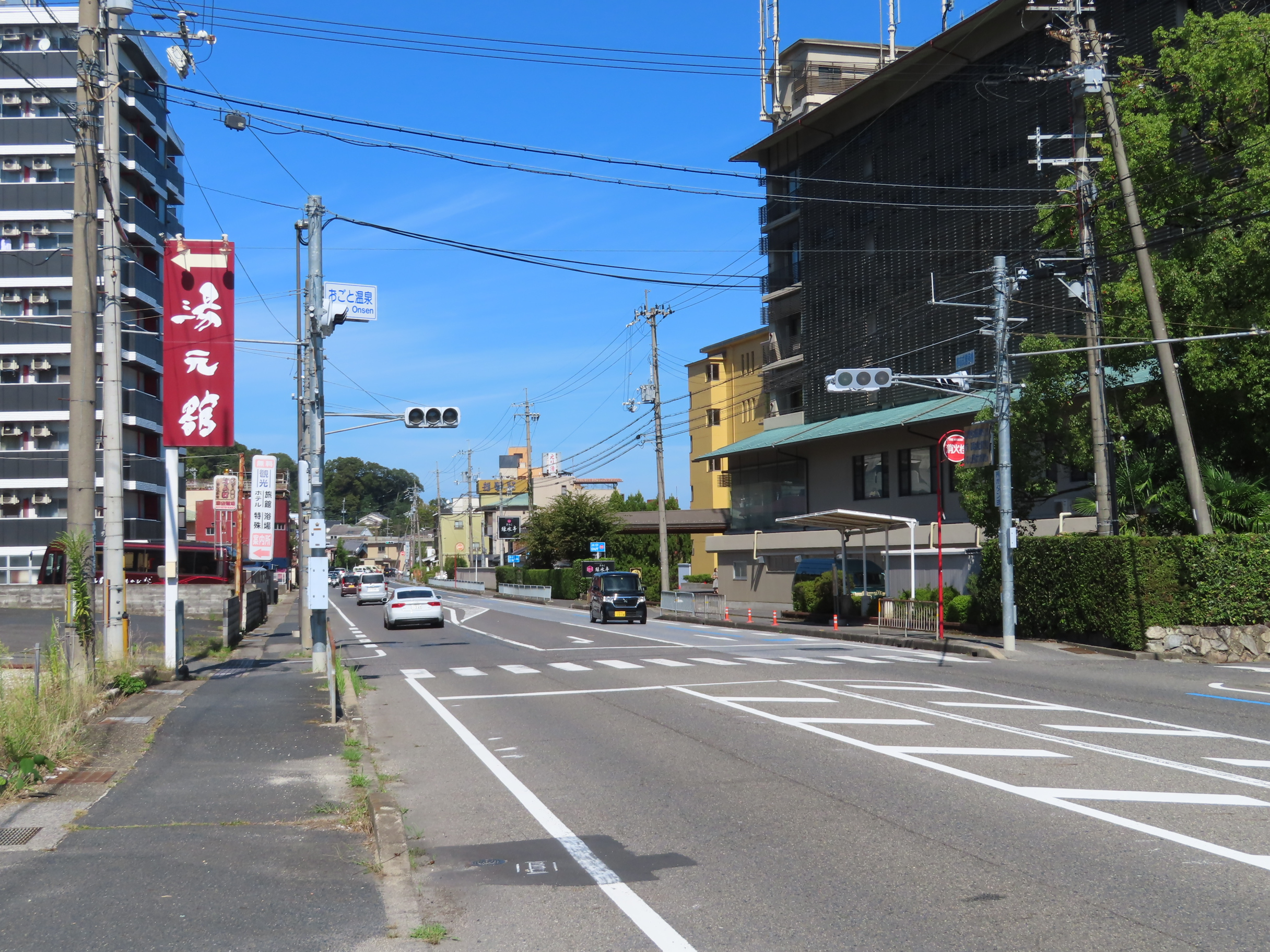
おごと温泉交点（滋賀県道558号高島大津線）

## 施設
- 雄琴温泉
  - 琵琶湖グランドホテル
- 大津市立雄琴小学校
- 大津市立雄琴幼稚園
- 大津雄琴郵便局

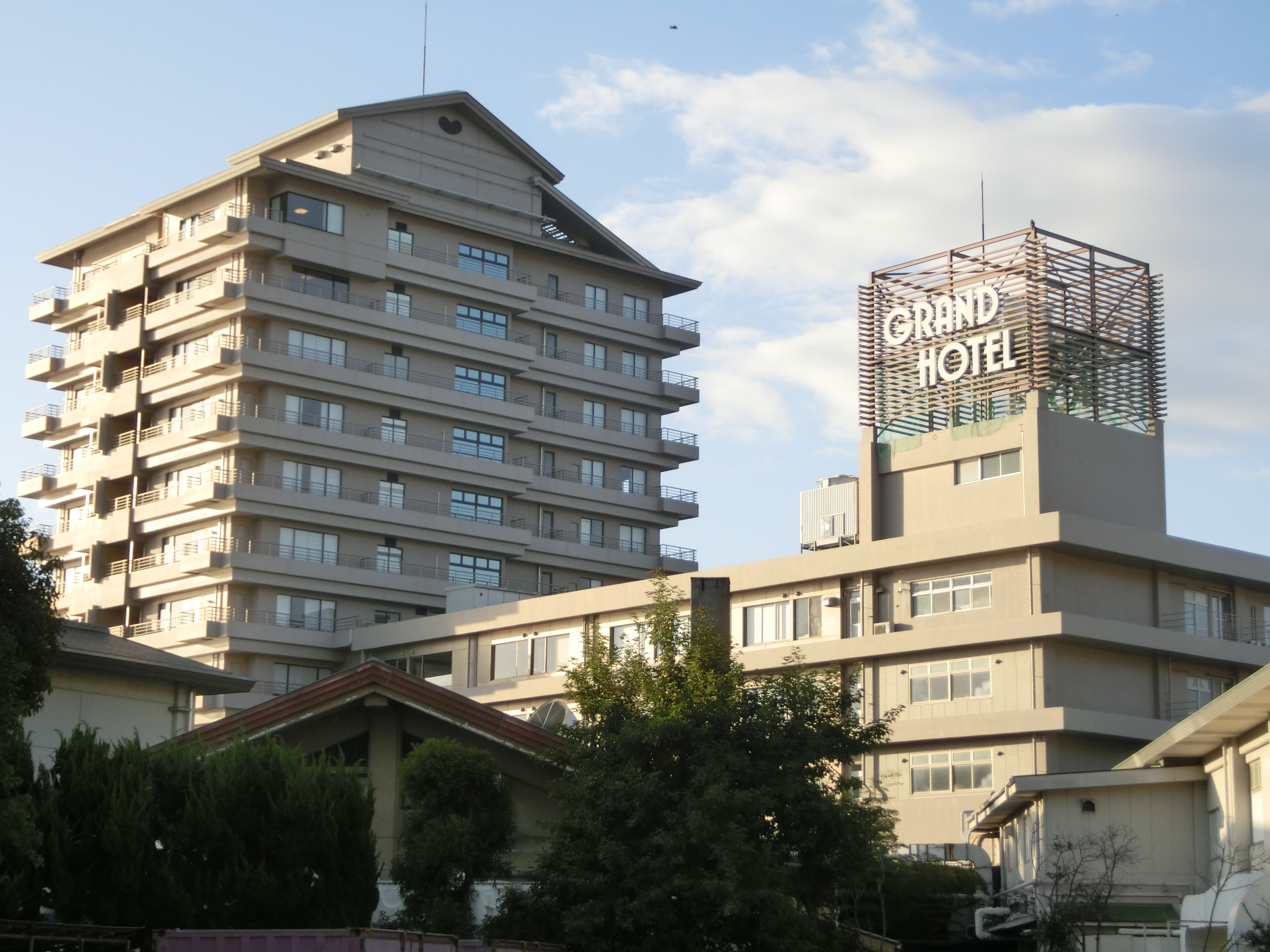
琵琶湖グランドホテル
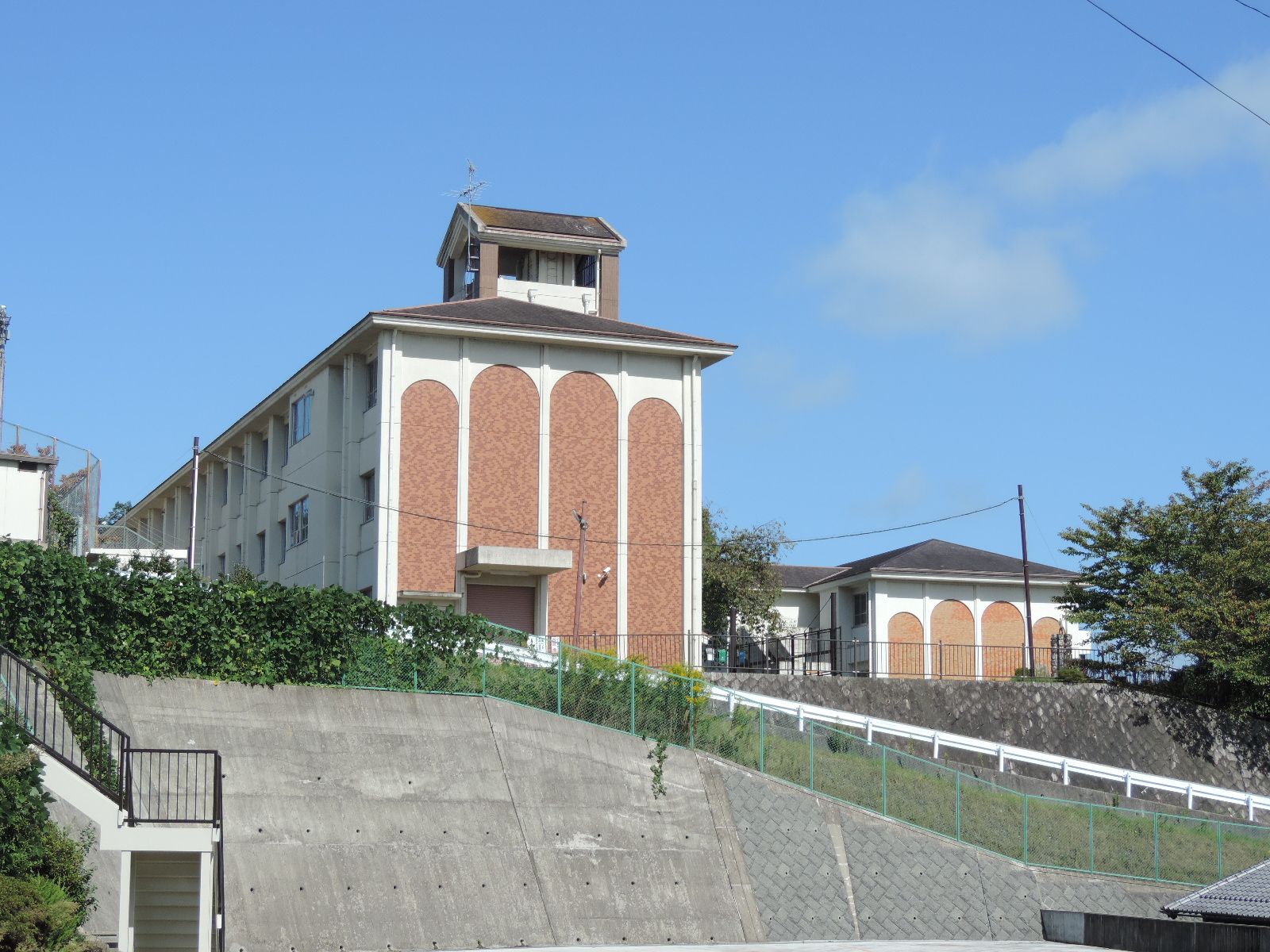
大津市立雄琴小学校

## その他

### 日本郵便
- 郵便番号：520-0101[4]（集配局：大津中央郵便局[11]）。